# Preda Mihăilescu
Preda V. Mihăilescu (Bucarest, República Popular Rumana; 23 de mayo de 1955) es un matemático rumano, conocido por su demostración en 2002 de la conjetura de Catalan, formulada 158 años antes.

## Semblanza
Nacido en Bucarest, es hermano de Vintilă Mihăilescu.
Después de dejar Rumania en 1973, se instaló en Suiza. Estudió matemáticas e informática en Zúrich, donde obtuvo su doctorado en la Escuela Politécnica Federal en 1997, con una tesis titulada Ciclotomía de anillos y pruebas de primalidad, escrita bajo la dirección de Erwin Engeler y Hendrik Lenstra.
Durante varios años estuvo dedicado a la investigación en la Universidad de Paderborn, Alemania. Desde 2005 ocupa una cátedra en la Universidad de Gotinga.

## Investigación principal
En 2002, Mihăilescu demostró la conjetura de Catalan. Esta conjetura teórica de los números, formulada por el matemático francobelga Eugène Charles Catalan en 1844, había permanecido sin resolver durante 158 años. La prueba de Mihăilescu apareció en la revista Crelle en 2004.